# 남재한
남재한(南載漢, 1928년 12월 30일~)은 대한민국의 정치인이다. 제10대 국회의원을 지냈다.
본관은 영양이고, 경상북도 울진군 출신이며 호는 동평, 산남이다.

## 주요 경력
- 육군본부 보안부대 보안처 처장(육군 중령)
- 육군본부 정보참모부 보안과 과장
- 육군본부 정보참모부 보안과 과장 재직 당시 육군 대령 진급
- 육군본부 정보참모부 보안과 과장 재직 당시 육군 준장 진급
- 국방부 정보차관보
- 중앙정보부 정보차장보
- 중앙정보부 수사국 국장
- 중앙정보부 강원도 지부장
- 육군 제3사단 참모장
- 중앙정보부 보안차장보
- 육군 준장 예편(1969년)
- 민주공화당 중앙위원(1970년)
- 유신정우회 행정부 차장(1973년)
- 유신정우회 행정위원장(1974년)
- 한국국민당 경상북도 울진.영덕.청송지구당위원장
- 전동산업 대표이사 사장
- 화서상가주식회사 대표이사 회장
- 영은장학회 이사장
- 민주자유당 정책자문위원
- 대한민족중흥회 사무국 차장 겸 상임운영위원
- 민족중흥회 상임부회장

## 학력
- 육군사관학교 7기 졸업
- 육군보병학교 졸업
- 육군대학 졸업
- 경희대학교 정치외교학과 학사
- 국방대학교 행정학사 8기(1963년)

## 가족 관계
- 배우자 : 이숙자 ( ~ 2017년 9월 18일)

## 역대 선거 결과
| 실시년도 | 선거 | 대수 | 직책     | 선거구           | 정당       | 득표수 | 득표율      | 순위 | 당락 | 비고       |
| -------- | ---- | ---- | -------- | ---------------- | ---------- | ------ | ----------- | ---- | ---- | ---------- |
| 1978년   | 총선 | 10대 | 국회의원 | 통일주체국민회의 | 유신정우회 |        | \| \| 0% \| | 지명 |      | 초선, 승계 |
|          | 0%   |      |          |                  |            |        |             |      |      |            |